# Balanophyllia cellulosa
Balanophyllia cellulosa är en korallart som beskrevs av Duncan 1873. Balanophyllia cellulosa ingår i släktet Balanophyllia och familjen Dendrophylliidae. Inga underarter finns listade i Catalogue of Life.